# フアナ・アリタマ
フアナ・バウティスタ・アリタマ・アランデテ・デ・フエンテス（Juana Bautista Aritama Alandete de Fuentes、1907年6月24日 - 2021年5月21日）は、コロンビアのスーパーセンテナリアン。2020年7月15日から死去までコロンビア最高齢者であった。

## 人物
1907年6月24日、コロンビアのマグダレーナ県に生まれる。若いころはダンスが好きであった。学校に通ったことがなかったため、自宅で読み書きなどを習った。人生で一度もアルコール類を口にしなかったという。マグダレーナ県のガイラで結婚。6人の子供を持った。その後しばらくはレストランで姪とともに働いていた。
111歳の誕生日の時点では、40人の孫、90人のひ孫、42人の玄孫がいたという。また、当時の好物はパンと米であると語った。2021年5月21日、113歳331日で睡眠中に死去した。